# Heartbeat Song (canción de The Futureheads)
«Heartbeat Song» es el primer sencillo extraído del cuarto álbum de The Futureheads, The Chaos. Fue lanzado en Reino Unido el 12 de abril de 2010 y ha llegado hasta ahora al número 34 en UK Singles Chart. El sencillo llegó al número uno en la lista de BBC Radio 1 durante marzo de 2010.
Una edición limitada firmada en un vinilo 7" fue lanzado después de esa semana para Reino Unido. Fue limitado a 500 copias.

## Formatos y listado de canciones
Descarga digital
| N.º | Título                              | Duración |  |
| 1.  | «Heartbeat Song»                    | 2:28     |  |
| 2.  | «Heartbeat Song (BlackNoise Remix)» | 4:56     |  |

iTunes Digital Download
| N.º | Título                              | Duración |  |
| 1.  | «Heartbeat Song»                    | 2:28     |  |
| 2.  | «Heartbeat Song (BlackNoise Remix)» | 4:56     |  |
| 3.  | «Heartbeat Song (Randomer Remix)»   | 4:39     |  |

Limited Edition 7" Vinyl
| N.º | Título           | Duración |  |
| 1.  | «Heartbeat Song» | 2:28     |  |
| 2.  | «Agent Cooper»   |          |  |

## Posiciones
«Heartbeat Song» debutó en el UK Singles Chart el 18 de abril de 2010, dónde entró al top 40 en el número 34. La siguiente semana el sencillo cayó 15 lugares del número 49 y en su tercera semana en la lista, cayó otros 41 lugares al número 90.
El sencillo también logró debutar en el número uno en UK Indie Chart, dónde pasó dos semanas antes de caer al número 3 en favor de «Riverside» (Let's Go!) de Sidney Samnson.
| Lista (2010)     | Posición |
| ---------------- | -------- |
| UK Indie Chart   | 1        |
| UK Singles Chart | 34       |

## Lanzamiento
| Región      | Fecha               | Formato          | Sello       |
| ----------- | ------------------- | ---------------- | ----------- |
| Reino Unido | 12 de abril de 2010 | Descarga digital | Nul Records |
| Reino Unido | 17 de abril de 2010 | Vinilo 7"        | Nul Records |